# الجورة (ذي السفال)

تعديل مصدري - تعديل

الجورة محلة تابعة لقرية حيبان، التابعة لعزلة بني عبد الله بمديرية ذي السفال إحدى مديريات محافظة إب في الجمهورية اليمنية، بلغ تعداد سكانها 126 حسب تعداد اليمن لعام 2004.